# Rafik Ben Salah
Pour les articles homonymes, voir Ben Salah.
Rafik Ben Salah, né le 31 mars 1948 à Moknine et mort le 14 octobre 2024 à Moudon, est un écrivain de nationalité tunisienne et suisse.

## Biographie
Né le 31 mars 1948 à Moknine, Rafik Ben Salah fait ses études primaires et secondaires en Tunisie. À l'âge de vingt ans, il découvre Paris et y poursuit ses études. Après avoir obtenu une licence ès en lettres à la Sorbonne et un diplôme de journaliste, il s'installe en Suisse et y trouve du travail dans l'enseignement, dans la région lausannoise tout d'abord, puis à Paudex et Moudon, où il enseigne le français et l'histoire. 
Rafik Ben Salah reçoit le prix de la meilleure œuvre franco-maghrébine pour Retour d'exil en 1987, le prix Schiller pour Lettres scellées au président en 1992, le prix Lipp Suisse pour Le Harem en péril en 1999 ainsi que le Prix des écrivains vaudois 2004 décerné par l'Association vaudoise des écrivains. En Tunisie, il remporte le prix spécial du jury des Comar d'or pour La Mort du Sid en 2006 et pour Les Caves du minustaire en 2012,.
Membre de plusieurs associations, dont les écrivaines et écrivains suisses du groupe d'Olten, ProLitteris et l'Association vaudoise des écrivains, il vit à Moudon.
Rafik Ben Salah meurt le 14 octobre 2024 à Moudon à l'âge de 76 ans.

## Publications
- Retour d'exil : ou Sang femme, Paris, Publisud, 1987, 167 p. (ISBN 978-2866002879).
- Lettres scellées au président, Genève, Rousseau, 1991, 170 p. (ISBN 978-2884150057).
- La Prophétie du chameau, Genève, Rousseau, 1993, 266 p. (ISBN 978-2884150163).
- (de) Küsse und eilige Rosen : die fremdsprachige Schweizer Literatur, ein Lesebuch, Zurich, Limmat Verlag, 1998, 260 p. (ISBN 978-3857912948).
- Le Harem en péril : et autres nouvelles, Lausanne, L'Âge d'Homme, 1999, 143 p. (ISBN 978-2825112434).
- L'Œil du frère, Lausanne, L'Âge d'Homme, 2001, 173 p. (ISBN 978-2825115046).
- Récits de Tunisie, Lausanne, L'Âge d'Homme, 2004, 195 p. (ISBN 978-2825118955).
- La Mort du Sid : roman, Lausanne, L'Âge d'Homme, 2005, 236 p. (ISBN 978-2825119624).
- La véritable histoire de Gayoum Ben Tell : annotée par l'écrivain lausannois Ibn Sallaz, Vevey, Xenia, 2007, 139 p. (ISBN 978-2888920243).
- L'Invasion des criquets de terre : et autres nouvelles de la dérive ordinaire, Lausanne, L'Âge d'Homme, 2009, 192 p. (ISBN 978-2825139455).
- Les Caves du minustaire : roman, Lausanne, L'Âge d'Homme, 2011, 220 p. (ISBN 978-2825141298).
- Drames de femmes et autres trames : nouvelles, Lausanne, L'Âge d'Homme, 2016, 144 p. (ISBN 978-2825145692).
- Récits d'Helvétie, Lausanne, L'Âge d'Homme, 2019, 145 p. (ISBN 978-2825147931).

## Récompenses
- 1987 : Prix de la meilleure œuvre franco-maghrébine pour Retour d'exil
- 1992 : Prix Schiller pour Lettres scellées au président
- 1999 : Prix Lipp Suisse pour Le Harem en péril
- 2004 : Prix des écrivains vaudois
- 2006 : Prix spécial du jury (Comar d'or) pour La Mort du Sid
- 2012 : Prix spécial du jury (Comar d'or) pour Les Caves du minustaire